# 大特爾諾沃市鎮

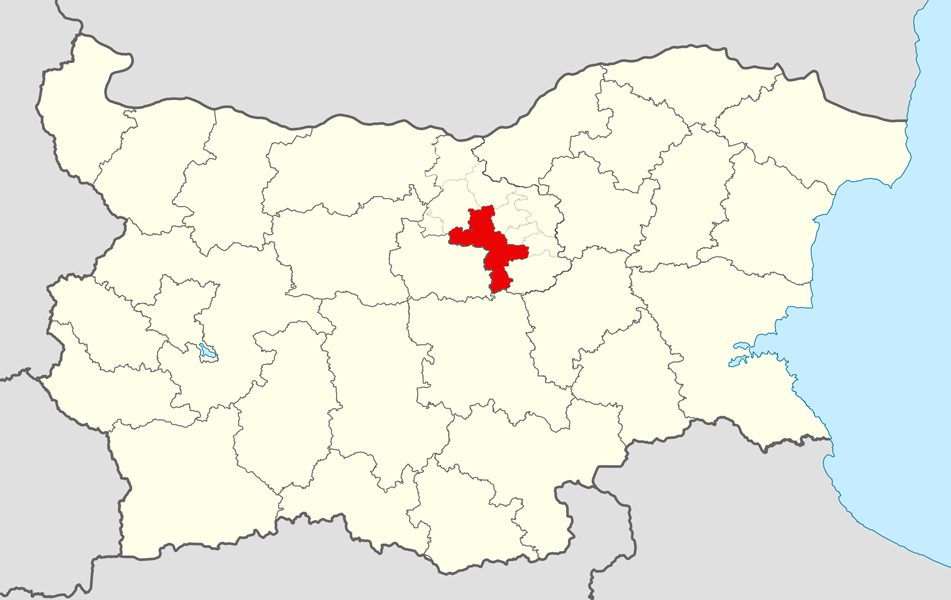

43°2′N 25°38′E / 43.033°N 25.633°E
大特爾諾沃市鎮，是保加利亞中北部大特爾諾沃州的市鎮，行政中心为大特爾諾沃，面積883平方公里，2009年人口88,724，人口密度每平方公里100.5人。